# Kökshetaū Qalasy
Kökshetaū Qalasy är ett distrikt i Kazakstan.   Det ligger i oblystet Aqmola, i den norra delen av landet, 270 km nordväst om huvudstaden Astana.